# Rock Steady (chanson d'Aretha Franklin)
Singles de Aretha Franklin
Spanish Harlem
(1971) Day Dreaming
(1972)
Rock Steady est une chanson écrite et interprétée par Aretha Franklin et publiée en single en 1971, puis sur l'album Young, Gifted and Black . C'est sans doute le plus funk de tous les titres d'Aretha. Le single atteint la 9e place du palmarès Billboard Hot 100 la même année.  Il culmine également à la 2e place du classement Best Selling Soul Singles.  La face B, Oh Me Oh My (I'm a Fool for You Baby) culmine à la 73e place du Billboard Hot 100 et à la 9e place des charts R&B. 

## Personnel
- Aretha Franklin – voix principale, piano
- Donny Hathaway – piano électrique , orgue
- Bernard Purdie – batterie
- Cornell Dupree – guitare
- Richard Tee – orgue
- Chuck Rainey – guitare basse
- The Sweethearts of Soul (Brenda Bryant, Margaret Branch, Pat Smith)[4] — chœurs
- Robert Popwell , Dr. John – percussion
- The Memphis Horns
  - Wayne Jackson – trompette
  - Andrew Love – saxophone ténor
- Gene Paul – ingénieur
- Jerry Wexler – production
- Tom Dowd – arrangement de cuivres, production
- Arif Mardin – production

## Positions dans les charts
| Classement                      | Meilleure position |
| ------------------------------- | ------------------ |
| U.S. Billboard Hot 100          | 9                  |
| U.S. Billboard Hot Soul Singles | 2                  |

## Hommages et utilisation

### Reprises
De nombreux artistes ont repris cette chanson,.
- The Jackson Sisters enregistrent une reprise de la chanson en 1976 pour leur unique album éponyme.
- The 5th Dimension font une performance scénique de Rock Steady lors d'un show TV en 1973
- Patti Austin reprend la chanson dans son album de 1994, That Secret Place.
- Dawn Robinson du groupe En Vogue fait une reprise en solo de la chanson sur la bande originale du film Dr. Dolittle en 1998.
- Daryl Hall et John Oates reprennent la chanson dans leur album de 2004, Our Kind of Soul.
- Prince publie une version dans son album live de 2007, Indigo Nights, avec la participation de Beverley Knight.
- Richard Elliot reprend également cette chanson en 2010 en version instrumentale dans son album intitulé Rock Steady.  La voix d'Aretha est remplacée par le saxophone de Rich.
- En 2012, Christine Anu reprend la chanson dans son album Rewind: The Aretha Franklin Songbook .

### Samples
De nombreux artistes ont intégré des samples de cette chanson dans leurs morceaux.
- Scritti Politti sample la voix d'Aretha sur Rock Steady en 1984 pour le morceau Wood Beez (Pray Like Aretha Franklin)[8].
- En 1987, Rock Steady est samplé par le groupe de rap Public Enemy dans le morceau Miuzi Weighs a Ton, sur l'album Yo! Bum Rush the Show.
- Public Enemy sample à nouveau la chanson en 1988 pour le titre Night of the Living Baseheads sur l'album It Takes a Nation of Millions to Hold Us Back.
- Le duo rap EPMD sample le rythme et les paroles de Franklin (plus prononcées sur le remix) pour leur single de 1989 I'm Housin', extrait de leur premier album Strictly Business.
- Dr. Dre sample Rock Steady dans le morceau Rat-Tat-Tat-Tat qui figure sur l'album The Chronic en 1992.
- En 1996, la chanson est samplée par le groupe OutKast sur le titre Jazzy Belle de l'album ATLiens.
- DJ Zebra a fait un mash-up de Rock Steady avec L'Homme pressé de Noir Désir.
- En 2008, la chanson est samplée par la chanteuse de RnB japonaise Namie Amuro dans sa propre chanson, Rock Steady (single 60s 70s 80s).

### Cinéma et télévision
La chanson interprétée par Aretha Franklin figure dans plusieurs films ou séries télévisées, notamment :
- 1987 : Et la femme créa l'homme parfait de Susan Seidelman.
- 1994 : Crooklyn de Spike Lee.
- 2000 : High Fidelity de Stephen Frears.
- 2007 : Gracie de Davis Guggenheim.
- 2009 : I Can Do Bad All by Myself de Tyler Perry.
- 2018 : 9-1-1, (saison 2, épisode 1 Under Pressure).

### Autres
- Le groupe de rap People Under the Stairs mentionne la chanson dans le morceau The Next Step II en 1998.
- La chanson est utilisée dans le jeu Driver: San Francisco .
- Un remix de la chanson d'Aretha Franklin par Daddy G (Danny Krivit edit) figure sur la compilation DJ-Kicks : Daddy G en 2004.

## Sources
- (en) Cet article est partiellement ou en totalité issu de l’article de Wikipédia en anglais intitulé « Rock Steady (Aretha Franklin song) » (voir la liste des auteurs).